# Encélado (satélite)
Encélado ou Enceladus é o sexto maior satélite natural de Saturno. Foi descoberto em 1789 por William Herschel.
Encélado possui um oceano global de água líquida sob sua superfície gelada. Criovulcões no polo sul ejetam grandes jatos de vapor de água e outros voláteis como algumas partículas sólidas (cristais de gelo, NaCl, N e O contendo moléculas orgânicas, etc.) para o espaço (aproximadamente 200 kg por segundo). Uma parte dessa água cai de volta sobre a lua como “neve”, outra parte é adicionada aos anéis de Saturno, enquanto outra parcela atinge o planeta. Acredita-se que o anel E de Saturno foi feito a partir dessas partículas de gelo. Devido à água provavelmente estar sobre ou próxima à superfície, Encélado pode ser um dos melhores locais para que os seres humanos busquem por vida extraterrestre. Em contrapartida, a água que se acredita existir em Europa, uma lua de Júpiter, está bloqueada sob uma superfície muito grossa de gelo.
Até a passagem das duas sondas espaciais Voyager próximo a Encélado, no começo da década de 1980, muito pouco se sabia sobre essa pequena lua além da identificação de água sobre sua superfície. As Voyagers mostraram que o diâmetro de Encélado é de apenas 500 quilômetros (310 mi), aproximadamente um décimo de Titã, maior lua de Saturno, e que reflete quase toda luz solar que a atinge. A sonda Voyager 1 descobriu que Encélado orbita na parte mais densa do difuso anel E de Saturno, indicando uma possível associação entre os dois. Enquanto que a sonda Voyager 2 revelou que, apesar do pequeno tamanho da lua, Encélado possui uma grande variedade de terrenos que variam de idade, superfície cheia de jovens crateras, terreno tectonicamente deformado e com algumas regiões jovens na superfície com 100 milhões de idade. Em 2005, a sonda espacial Cassini realizou vários voos rasantes próximos a Encélado, revelando a superfície da lua e do seu meio ambiente com maior detalhe. Em especial, a sonda descobriu uma pluma de ventilação rica em água na região do polo sul. Essa descoberta, juntamente com a presença de escape de calor interno e a pouca quantidade (se houver) de crateras de impacto na região do polo sul, mostra que Encélado é geologicamente ativa nos dias de hoje. Luas nos extensivos sistemas de satélites de planetas gigantes gasosos, frequentemente, ficam presas em ressonâncias orbitais que conduzem forças para libração ou excentricidade orbital; a proximidade com Saturno pode levar ao aquecimento de maré no interior de Encélado, oferecendo uma possível explicação para a atividade.
Encélado é um dos únicos três corpos do Sistema Solar exterior, junto com Io
(lua de Júpiter) com seus vulcões de enxofre e Tritão (lua de Netuno) com “gêiseres” de nitrogênio, onde é possível observar erupções ativas. As análises da liberação de gás sugere que se origina a partir de uma massa de água líquida no subsolo, o que, juntamente com a composição química original encontrada na pluma, alimentou especulações de que Encélado pode ser um local importante para estudos em astrobiologia. A descoberta da pluma ainda acrescentou peso ao argumento de que o material liberado por Encélado é a fonte do anel E. Em maio de 2011, cientistas da NASA na Enceladus Focus Group Conference relataram que Encélado “está emergindo como o local mais habitável do Sistema Solar fora da Terra para a vida como a conhecemos”. Em 2015, cientistas da NASA anunciaram que após dez anos de estudos das imagens e da telemetria enviada à Terra pela sonda Cassini, foi constatada a existência de um oceano global entre  o núcleo rochoso e a superfície de gelo do satélite. Em abril de 2017, a NASA anunciou que Encélado tem os elementos necessários para abrigar vida. Os dados que servem como base para o estudo foram coletados pela sonda Cassini, que explora Saturno e suas 62 luas.

## Nome
Encélado leva o nome de um gigante da mitologia grega que foi derrotado pela deusa Atena durante a gigantomaquia (a guerra dos deuses contra os gigantes) e enterrado na ilha da Sicília. O nome Encélado – como os nomes de cada um dos primeiros sete satélites de Saturno a serem descobertos – foi sugerido por John Herschel, filho de William Herschel, em sua publicação "Resultados das Observações Astronômicas realizadas no Cabo da Boa Esperança", de 1847. Ele escolheu esse nome porque Saturno, conhecido na mitologia grega como Cronos, era o líder dos Titãs.
As formações geológicas de Encélado são nomeadas pela União Astronômica Internacional (IAU) de acordo com a tradução de Burton de As Mil e uma Noites.  As crateras de impacto são nomeadas com personagens, enquanto os outros tipos de formações, como fossae (longas e estreitas depressões), dorsa (cristas), planitia (planícies) e sulci (longas ranhuras paralelas), são nomeadas com lugares. 57 formações foram oficialmente nomeadas pela IAU: 22 dessas formações geológicas foram nomeadas em 1982, com base nos resultados da passagem da sonda Voyager, e 35 foram aprovadas em novembro de 2006, com base nos resultados de três sobrevoos da sonda Cassini, em 2005.

## História de observação e exploração
Encélado foi descoberto em 28 de agosto de 1789 por William Herschel. As primeiras imagens a partir de sondas em visita a Encélado foram tiradas pelas duas sondas Voyager. A Voyager 1 apenas observou a lua de longe em Dezembro de 1980, a Voyager 2, em Agosto de 1981, conseguiu tirar imagens de muito melhor resolução, revelando uma superfície jovem e uma complexidade geológica inesperada.
Para que se desvendassem os segredos de Encélado foi necessário esperar mais de vinte anos. Em 30 de Junho de 2004, a sonda Cassini chegou a Saturno para revelar os segredos do planeta, dos anéis e das suas luas.
Dadas as imagens surpreendentes da Voyager 2, Encélado foi considerado uma prioridade, e foram planejados vários sobrevoos a 1 500 km da superfície e outras oportunidades de visionamento a 100 mil quilômetros de Encélado. Até hoje, foram feitos três encontros com Encélado, que desvendaram mais segredos sobre esta lua; um dos mais surpreendentes foi a descoberta de fontes de vapor de água do pólo sul, uma zona geologicamente activa.
Na primavera de 2008, Cassini visitou novamente este pequeno mundo a apenas 350 km de distância. Os cientistas da missão colocam Encélado ao lado de Titã como uma das prioridades futuras, afirmando um deles que Saturno deu-nos dois mundos excitantes para explorar.

## Características

### Órbita

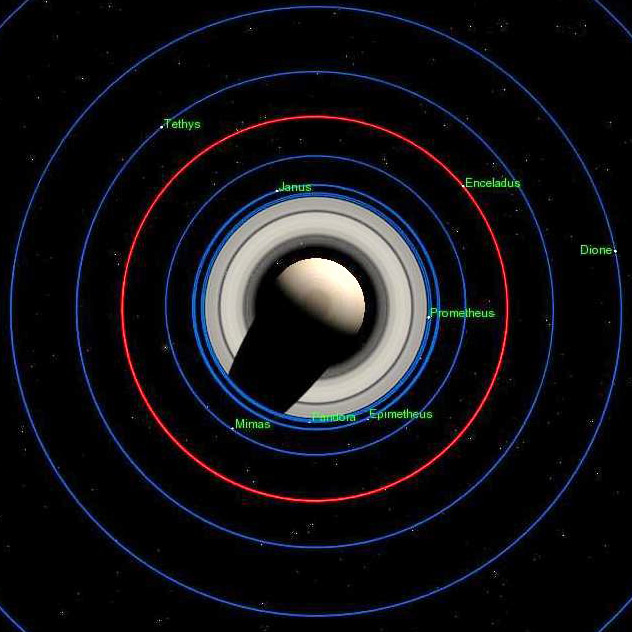
A órbita de Encélado em torno de Saturno, mostrando sua posição na região das luas internas de Saturno. (Apenas as maiores luas são mostradas)

Encélado é um dos maiores satélites interiores de Saturno. É o décimo quarto satélite quando se ordena pela distância do planeta e orbita dentro da parte mais densa do anel E, o mais externo dos anéis de Saturno, um disco extremamente amplo, mas muito difuso de material gelado ou poeira microscópica, iniciando na órbita de Mimas e terminando em algum lugar ao redor da órbita de Reia.
Encélado orbita Saturno a uma distância de 238 000 km do centro do planeta e 180 000 km do topo das nuvens, entre as órbitas de Mimas e Tétis, fazendo a translação em 32,9 horas (rápido o suficiente para o seu movimento ser observado ao longo de uma única noite de observação). Atualmente tem uma ressonância orbital média de 2:01 com Dione, completando duas órbitas em Saturno para cada órbita completada por Dione. Sua ressonância ajuda a manter a excentricidade orbital de Encélado (0,0047) e fornece uma fonte de aquecimento para a atividade geológica do satélite.
Como na maioria dos maiores satélites de Saturno, Encélado gira em sincronia com seu período orbital, mantendo uma face apontada para Saturno. Ao contrário da Lua da Terra, Encélado não parece fazer a libração em torno de seu eixo de rotação (mais de 1,5º). Contudo, a análise da forma de Encélado sugere que em algum momento esteve em uma libração forçada de spin-órbita secundária 1:4. Essa libração, como a ressonância com Dione, pode ter fornecido uma fonte de calor adicional.

#### Interação com o anel E

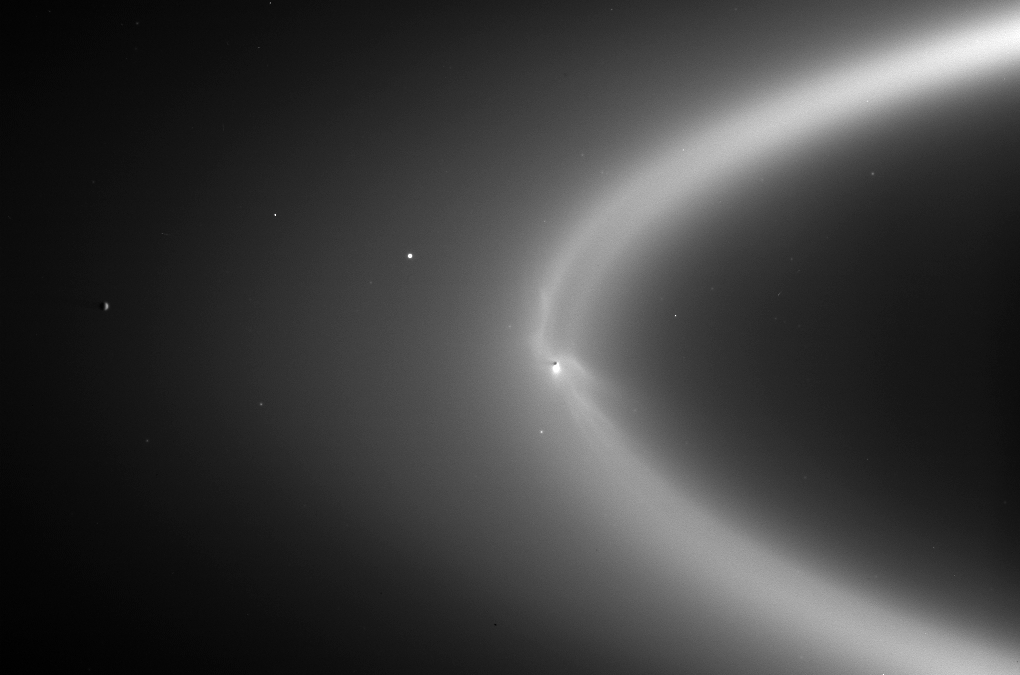
Brilhante e gelada pluma ejetada a mais de dezenas de milhares de quilômetros de Encélado para o anel E, realimentando-o com novas partículas

O anel E é o mais extenso e externo anel de Saturno. Porém, mesmo sendo extremamente extenso, o disco é bastante difuso de gelo ou poeira microscópica, começando na órbita de Mimas e se estendendo em torno da órbita de Réia. Embora algumas observações sugerissem que se estenda para além da órbita de Titã, fazendo-o ter uma extensão de um milhão de quilômetros. No entanto, vários modelos matemáticos mostram que tal anel é instável, com uma vida útil entre dez mil e um milhão de anos. Assim, o anel deve ser reabastecido de novas partículas. Encélado orbita dentro desse anel, em um local onde ele é mais estreito, porém, presente em sua maior densidade. Portanto, várias teorias suspeitam que Encélado seja a principal fonte de matéria para o anel E. Esta hipótese foi apoiada após os sobrevoos da sonda Cassini.
Na realidade, existem dois mecanismos distintos que alimentam o anel com novas partículas. O primeiro, e provavelmente o mais importante, é a fonte de matéria que é ejetada das plumas criadas pelos criovulcões na região do polo sul de Encélado. Embora a maioria das partículas caia de volta sobre a superfície, algumas delas escapam da gravidade de Encélado e entram na órbita em torno de Saturno, já que a velocidade de escape de Encélado é de apenas 860,4 km/h. O segundo mecanismo vem do bombardeio de meteoritos em Encélado, erguendo as partículas de poeira da superfície. Este mecanismo não é único de Encélado, mas de todas as luas de Saturno que orbitam dentro do anel E.

### Tamanho e forma

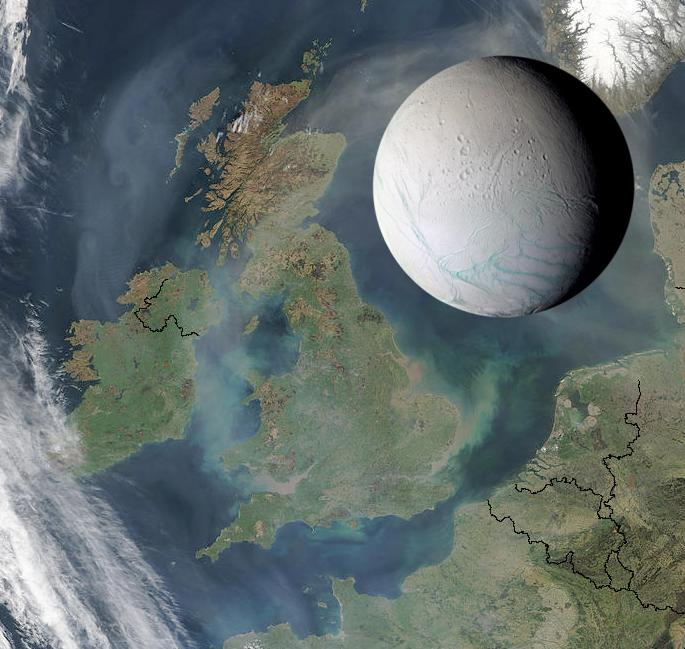
Ilustração para comparar o tamanho da Grã-Bretanha com o de Encélado. A lua possui apenas 505 quilômetros de diâmetro

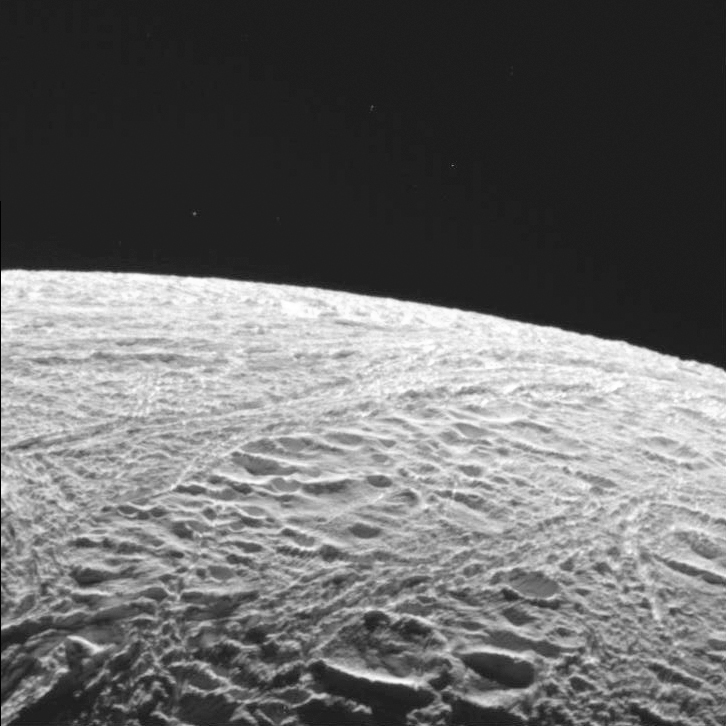
Porção da superfície de Encélado saturada de crateras

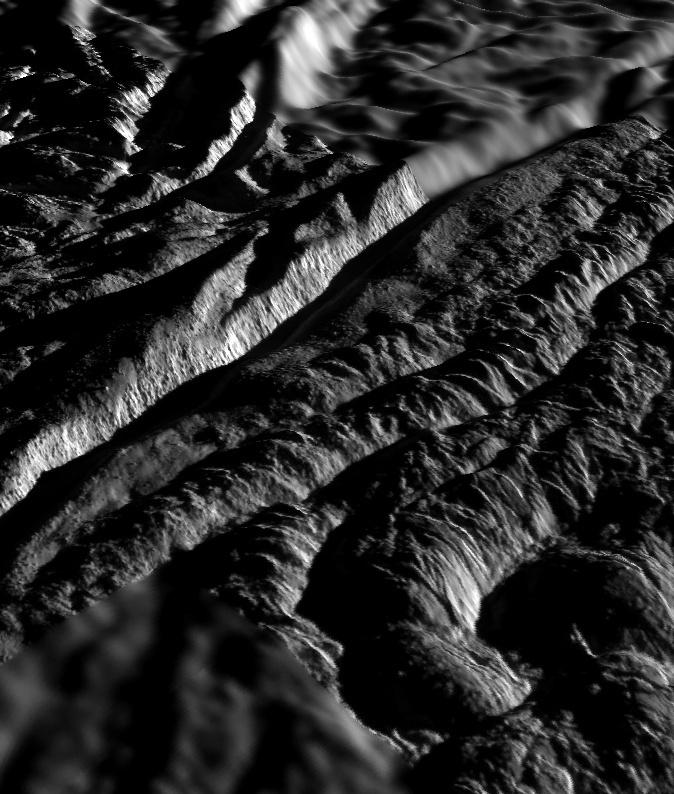
Perspectiva de Cairo Sulci gerada usando imagens de alta resolução de Encélado, adquiridas em agosto de 2008, com 12 a 30 metros de resolução

Encélado é uma lua relativamente pequena, com um diâmetro médio de 505 quilômetros (314 milhas), apenas um sétimo do diâmetro da Lua da Terra. Em diâmetro, Encélado é pequena o suficiente para caber confortavelmente dentro do comprimento da ilha da Grã-Bretanha. Ele poderia também caber dentro do estado brasileiro do Rio Grande do Sul ou do estado norte-americano do Arizona. No entanto, como é um objeto esférico, a área de sua superfície é muito maior, porém, apenas mais de 800 000 km² (310 000 mi²), quase o mesmo que Moçambique, ou 15% maior do que o Texas.

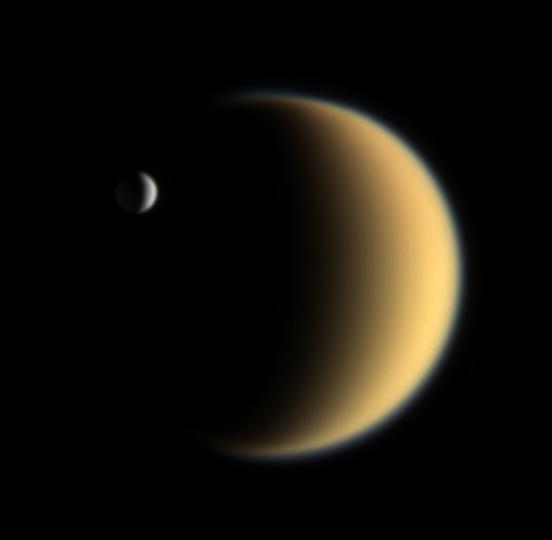
Encélado (superior, à esquerda) em trânsito com Titã, visto pela Cassini em 5 de fevereiro de 2006. A câmera se encontrava a 4,1 milhões de quilômetros de Encélado e 5,3 milhões de quilômetros de Titã.

Sua massa e diâmetro fazem de Encélado a sexta mais massiva e largo satélite de Saturno, depois de Titã (5 150 km), Reia (1 530 km), Jápeto (1 440 km), Dione (1 120 km) e Tétis (1 050 km). Encélado é também um dos menores satélites esféricos de Saturno, pois todos os satélites menores possuem um formato irregular, exceto Mimas (390 km).
Encélado possui o formato de um elipsoide escaleno; seus diâmetros, calculados através de imagens capturas pelo ISS (Imaging Science Subsystem), instrumento da sonda Cassini, são de 513 km (a) × 503 km (b) × 497 km (c). A dimensão (a) corresponde ao lado (sempre o mesmo) virado para Saturno, (b) o diâmetro do lado voltado para a órbita, e (c) o diâmetro entre os polos.

### Superfície
A Voyager 2, em agosto de 1981, foi a primeira sonda espacial a observar a superfície em detalhes. Exame do resultado do mosaico em alta resolução revelou, pelo menos, cinco tipos diferentes de terreno, incluindo várias regiões com o terreno abundante de crateras, regiões de terreno liso (jovens), e faixas de terra sulcadas próximas às áreas lisas. Além disso, as extensas fissuras lineares e as escarpas foram observadas. Dada a relativa falta de crateras nas planícies, essas regiões têm, provavelmente, algumas poucas centenas de milhões de anos de idade. Assim, em Encélado deve ter ocorrido, recentemente, a atividade de “vulcanismo de água” ou outro processo que renova a superfície. O gelo que domina a paisagem de Encélado faz com que torne a sua superfície, provavelmente, a mais refletiva do Sistema Solar com um albedo geométrico de 1,38. Como reflete bastante luz solar, a temperatura média da superfície ao meio-dia chega a apenas -198 °C (um pouco mais frio que outros satélites de Saturno).
As observações durante três sobrevoos da sonda Cassini em 17 de fevereiro, 9 de março e 14 de julho de 2005 revelaram características da superfície de Encélado com muito mais detalhes do que as observadas pela Voyager 2. Por exemplo, as planícies lisas observadas pela Voyager 2 foram vistas pela Cassini como regiões livres de crateras e com vários pequenos cumes e escarpas. Muitas fraturas foram encontradas dentro do terreno crivado, sugerindo uma deformação considerável desde a formação das crateras. E, finalmente, várias regiões adicionais de terreno jovem foram descobertas em áreas que não tinham sido muito bem fotografadas por qualquer sonda Voyager, como o terreno bizarro encontrado na região do polo sul.

### Oceano de água

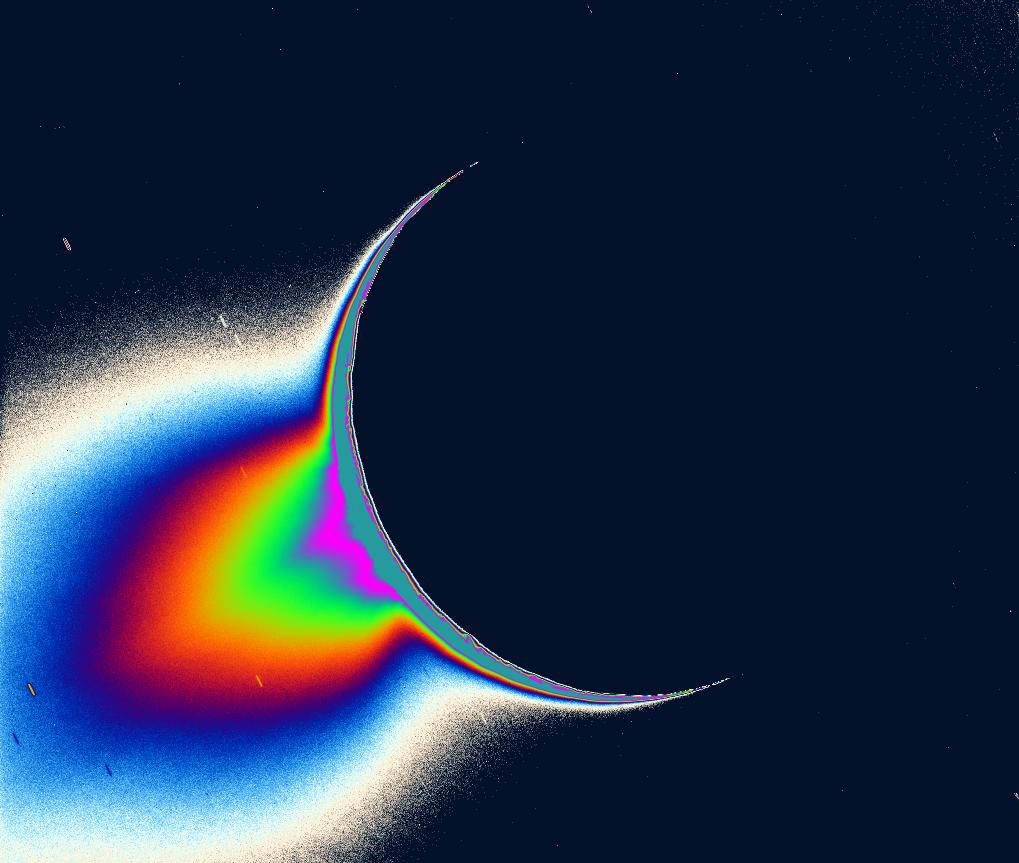
Imagem efetuada pela sonda espacial Cassini de Encélado, mostrando as fontes que ejetam um material fino que se ergue sobre a região do polo sul. A imagem foi colorida artificialmente. Cientistas acreditam que os jatos são gêiseres em erupção a partir de reservatórios subterrâneos preenchidos de água líquida com temperaturas superiores a 273 graus Kelvin (0 graus Celsius)

No final de 2008, cientistas observaram vapor de água expelido da superfície de Encélado, e, mais tarde, descobriram que esse vapor cai sobre Saturno. Isso poderia indicar a presença de água líquida, como também faria de Encélado uma possível localidade para suportar vida. Candice Hansen, um cientista na Jet Propulsion Laboratory, da NASA, liderou uma equipe de pesquisa sobre as plumas após a descoberta que elas estariam se movendo à ~2 189 quilômetros por hora (1 360 milhas por hora). Tal velocidade é difícil de atingir, a menos que sejam líquidos. Daí, a equipe decidiu investigar a composição das plumas.
Finalmente, foi descoberto que 0,5-2% da massa de 6% das partículas que formam o anel E de Saturno contém sais de sódio, o que é uma quantidade significativa. Nas partes das plumas mais próximas a Encélado, a fração de partículas “salgadas” sobe para 70% do total e >99% da massa. Tais partículas, presumidamente, são borrifos congelados do oceano salgado subterrâneo. Por outro lado, as pequenas partículas pobres em sal se formam por nucleação homogênea diretamente a partir do estado gasoso. As fontes de partículas salgadas estão distribuídas uniformemente ao longo das listras de tigre, enquanto que as fontes de partículas “frescas” estão estreitamente relacionadas com os jatos de gás de alta velocidade. As partículas “salgadas” se movem lentamente e a maioria cai de volta sobre a superfície, porém, as rápidas partículas “frescas” escapam para o anel E, explicando, assim, sua composição pobre em sal.  Em 2015, alguns pesquisadores notaram que o brilho geral das plumas diminuíra desde o início da missão Cassini. Primeiramente, olhando o conjunto de dados completo de 13 anos, os cientistas planetários descobriram que as plumas ficam mais brilhantes em um ciclo regular a cada quatro e onze anos, no entanto, a pluma ficou mais brilhante em 2017, então a explicação sazonal não se encaixa. Em 2018, os pesquisadores acham que as variações poderiam ser explicadas por uma lua vizinha, Dione. Toda vez que Dione e Encélado se alinham, o estresse gravitacional um sobre o outro pode forçar um pouco mais os respiradouros de Encélado, fazendo com que as plumas se tornem mais brilhantes.
A composição salgada da pluma sugere fortemente que sua fonte é um oceano salgado subterrâneo ou cavernas preenchidas com água salgada. Alternativas, tais como a hipótese da sublimação de clatrato, não consegue explicar a formação de partículas “salgadas”. Adicionalmente, a sonda Cassini encontrou traços de compostos orgânicos em alguns grãos de poeira. Encélado é, portanto, um candidato que pode abrigar vida extraterrestre.
A presença de água líquida sob a crosta implica que há uma fonte de calor interno. Acredita-se que pode ser uma combinação de decaimento radioativo e aquecimento de maré, já que apenas a hipótese do aquecimento de maré não é suficiente para explicar o calor.
Inicialmente controvertida na comunidade científica, a ideia de um oceano se consolidou após inúmeros estudos com dados da sonda espacial Cassini, confirmando de modo irrefutável que há um grande oceano profundo e global em Encélado. Um estudo da Universidade Karlova, Praga, sugeriu os seguintes limites e dimensões da crosta e do oceano: crosta com 35 quilômetros na região equatorial e menos de cinco quilômetros no polo Sul. O assoalho oceânico estaria a 70 quilômetros abaixo da superfície e conteria 1/10 da água do Oceano Índico.

### Clima
Dado que Encélado reflete praticamente toda a luz que recebe do Sol, a temperatura média à superfície é de -198 °C, algo mais frio que as outras luas de Saturno. A atmosfera é uma fina cobertura composta por vapor de água, e sua maior concentração no pólo sul se deve à atividade geológica na região, que é a mais quente do satélite, com -163 °C. As listas de tigre também estão associadas à condução dos gases atmosféricos por toda a superfície do satélite. Considerando a baixa gravidade desse pequeno satélite, a atmosfera se deve exclusivamente aos vapores que saem de suas entranhas, uma vez que Encélado a perde constantemente para o espaço; portanto, há produção e perda constante de gases atmosféricos. Nessa atividade, as partículas que Encélado emite abastecem o mais externo dos anéis de Saturno.

### Atmosfera

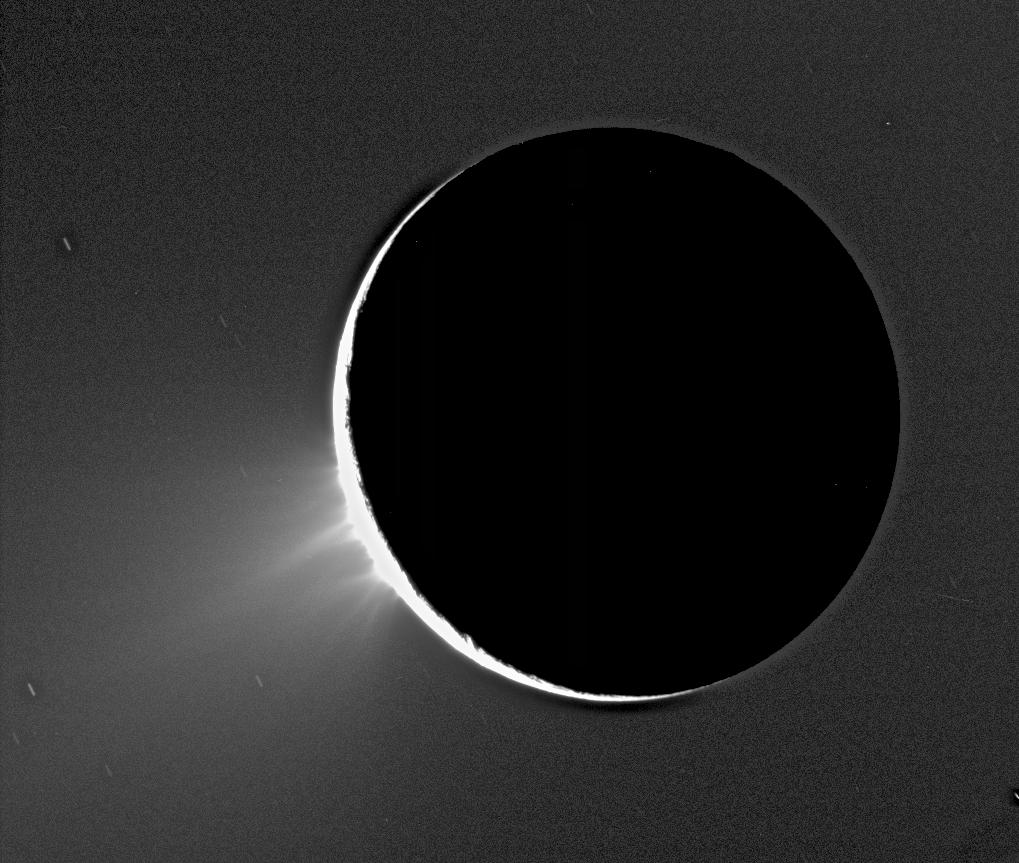
Jatos de matéria acima do polo sul de Encélado

O primeiro sobrevoo da sonda Cassini próximo a Encélado revelou que a lua possui uma atmosfera significante comparada com as outras luas de Saturno, além de Titã. Encélado não possui gravidade suficiente para manter uma atmosfera, portanto, seria necessário que a lua ficasse reabastecendo a camada de gás ao seu redor. A fonte da atmosfera pode ser o vulcanismo, gêiseres, ou os gases que escapam da superfície ou do interior do satélite. A atmosfera de Encélado é composta de 91% de vapor de água, 4% de nitrogênio, 3,2% de dióxido de carbono e 1,7% de metano.

#### Descoberta de amônia
Em julho de 2009 foi confirmada a descoberta de amônia em Encélado após os sobrevoos realizados pela sonda espacial Cassini em julho e outubro de 2008. A sonda atravessou a pluma que é liberada por Encélado e detectou através do espectrômetro também alguns moléculas orgânicas complexas, além de amônia.
A amônia impede o congelamento da água, mantendo-a em estado líquido até em baixas temperaturas de quase -100 °C. Na região de onde os jatos de vapor de água são expelidos, foram detectadas temperaturas maiores de -93 °C, o que aumenta a hipótese de que exista água líquida no interior de Encélado e que esses locais tenham maior probabilidade de abrigar vida.

## Vida em Encélado
A sonda Cassini parece ter encontrado provas da existência de reservatórios de água líquida que entra em erupção ao estilo de géisers (que podem atingir mais de cem metros de altitude devida à reduzida força gravitacional). A existência deste tipo de atividade geológica num mundo tão pequeno e frio acrescenta significativamente o número de habitats com capacidade de sustentar organismos vivos no sistema solar.
Outras luas do sistema solar, tais como Europa ou Ganímedes, têm  oceanos de água líquida por baixo de quilômetros de uma crosta gelada. No entanto, no caso de Encélado, existem bolsas de água a poucos metros da superfície.
No dia 24 de junho de 2009, cientistas britânicos e alemães das universidades de Potsdam e Leicester anunciaram a confirmação da descoberta de um oceano salgado oculto sob a superfície do polo sul do satélite. A descoberta foi baseada em estudos fornecidos através das pesquisas e fotografias realizadas pela sonda Cassini, que, em 2005, durante sobrevoo de Encélado, descobriu gêiseres de vapor e gás e pequenas partículas de gelo, contendo quantidade considerável de sais de sódio, lançadas a centenas de quilômetros no espaço.